# Dean Evans (Fußballspieler)
Dean Anthony Evans (* 7. März 1990 in Perth) ist ein australischer Fußballspieler.

## Karriere
Evans erlernte das Fußballspiel an der Kings Stirling Academy und war ab 2005 im Jugendteam der Stirling Lions aktiv, das er 2006 als Kapitän in das Jugend-Pokalfinale von Western Australia führte. Seit 2004 gehörte Evans auch regelmäßig den Auswahlteams des Bundesstaates Western Australia an, zunächst in den Altersklassen U-14 und U-15, später dann war er Teil des provisorischen National Training Centres. Im Juli 2007 rückte Dean Evans, Sohn des Vereinspräsidenten Don Evans, in die 1. Mannschaft der Lions auf und konnte in der höchsten Spielklasse auf Bundesstaatsebene überzeugen. Ein Probetraining für einen Stipendienplatz am Australian Institute of Sport war Anfang 2008 nicht von Erfolg gekrönt, stattdessen gehörte er im Juni zum Western-Australia-Staatsteam, das zunächst einen 3:2-Sieg gegen Perth Glory errang, der erste Sieg der Staatsauswahl bei den seit 1998 alljährlichen stattfindenden Aufeinandertreffen, und reiste mit der Mannschaft anschließend zu einem Testspiel nach Indonesien, wo man einer U-23-Auswahl mit 0:2 unterlag.
Evans und sein Mannschaftskollege Ludovic Boi wechselten schließlich Mitte 2008 in das für die National Youth League neu geschaffenen Nachwuchsteam von Perth Glory. Die Saison über regelmäßig in der Jugendliga im Einsatz, berief David Mitchell, der Trainer des Profiteams, Evans für den letzten Spieltag der A-League-Saison 2008/09 in die Profimannschaft. Glory hatte zu diesem Zeitpunkt bereits keine Chance mehr auf das Erreichen der Meisterschafts-Play-offs und Evans kam per Einwechslung bei der 2:4-Niederlage gegen Queensland Roar zu seinem Debüt in der australischen Profiliga. Die anschließende lange Saisonpause verbrachte er bei den Stirling Lions, bevor er zur Saison 2009/10 wieder zum Kader des Jugendteams von Perth Glory gehörte. Er erreichte mit dem Jugendteam das Meisterschaftsfinale und erzielte im Endspiel gegen Gold Coast United in der 75. Minute per Weitschuss den 1:0-Führungstreffer, bevor zwei späte Tore dem Gold-Coast-Nachwuchs noch den Sieg brachten. Am Saisonende wurde der variabel in Abwehr und Mittelfeld einsetzbare Nachwuchsspieler vereinsintern als bester Jugendspieler mit der Auszeichnung Most Glorious Youth Player geehrt. Die Saisonpause verbrachte er erneut bei den Stirling Lions und absolvierte zudem ein Probetraining beim A-League-Klub Brisbane Roar, letztlich kehrte er aber für ein drittes Jahr in das Jugendteam von Perth zurück, das er als Mannschaftskapitän in der Spielzeit 2010/11 anführte. Gemeinsam mit Cameron Edwards gewann er erneut die Auszeichnung als bester Jugendspieler des Klubs, erhielt von Perth Glory aber kein Vertragsangebot und kehrte zu den Stirling Lions zurück.
Im Juli 2011 trainierte er zur Probe in Hongkong beim amtierenden Meister Kitchee SC und kam dabei in Testspielen gegen den FC Chelsea und die Blackburn Rovers zum Einsatz, erhielt aber anschließend kein Vertragsangebot. Ein halbes Jahr später erfolgte doch noch ein Wechsel nach Hongkong, nachdem er für ein halbes Jahr beim bis dahin punktlosen Tabellenletzten der Hong Kong First Division League, Sham Shui Po SA, unterzeichnete. Für Sham Shui Po bestritt Evans in den folgenden Monaten zehn Ligaspiele, der Klub sammelte dabei aber nur sechs Punkte und stieg am Saisonende ab. Zu einem der wenigen Saisonerfolge trug auch Evans mit einem Torerfolg bei, als er im Viertelfinale des Hong Kong FA Cups in der Verlängerung den 2:1-Siegtreffer gegen den Tai Po FC erzielte. Am Saisonende verließ er Hongkong und reiste für Probetrainings nach Europa, u. a. beim serbischen Erstligisten FK Smederevo. Anfang 2013 schloss er sich wieder den Stirling Lions an, mit denen er die Meisterschaft der regulären Saison gewann.
In der Vorbereitung auf die Saison 2013/14 trainierte er erneut mit Perth Glory und nahm auch an Testspieltourneen nach Südafrika und Malaysia teil und erhielt schließlich im September 2013 einen Drei-Monats-Vertrag als Ersatz für einen verletzten Spieler, zu einem Pflichtspieleinsatz kam es allerdings nicht. Die folgende Saison 2014 spielte Evans erneut für die Stirling Lions. Im August 2014 kam er nochmals in einem Pflichtspiel gegen einen A-League-Klub zum Einsatz. Als Finalist des Football West State Cups 2014 (im Finale 0:2 gegen Bayswater City) hatte sich der Klub für die Premierenaustragung des FFA Cups qualifiziert und traf dort in der ersten Runde auf den amtierenden Meister Brisbane Roar, dem man 0:4 unterlag. Zudem gehörte Evans bei einem 2:1-Sieg der Staatsauswahl gegen Perth Glory, dem ersten Erfolg seit 2008, zum Aufgebot.
Zur Saison 2015 wechselte Evans zum Ligakonkurrenten Perth SC und arbeitet für die Fußballschule des früheren Profis Mark Lee.